# Lopidea davisi
Lopidea davisi är en insektsart som beskrevs av Knight 1917. Lopidea davisi ingår i släktet Lopidea och familjen ängsskinnbaggar. Inga underarter finns listade i Catalogue of Life.